# Gavin Grant (Fußballspieler)
Gavin Renaldo Grant (* 27. März 1984 in London) ist ein ehemaliger englischer Fußballspieler. Grant spielte von 2005 bis 2010 für eine Reihe von unterklassigen englischen Profiklubs, bevor er im Juli 2010 wegen eines 2004 verübten Mordes zu einer lebenslangen Freiheitsstrafe verurteilt wurde.

## Fußballkarriere
Als 14-jähriger Schüler wurde Grant im Nachwuchsbereich des FC Watford aufgenommen, im Alter von 16 Jahren aber wieder entlassen. In der Folge arbeitete er für die Supermarktkette Tesco.
Nachdem er zu Beginn der Saison 2005/06 13 Tore in 22 Pflichtspielen für Tooting & Mitcham United in der Isthmian League erzielt hatte, wurde der Profiklub FC Gillingham auf Grant aufmerksam und stattete ihn mit einem Profivertrag bis Saisonende aus. Für Gillingham bestritt Grant zehn Einsätze in der Football League One und erzielte dabei einen Treffer, sein Vertrag wurde am Saisonende aber nicht mehr verlängert. Einen neuen Klub fand der nur 70 Kilogramm schwere Stürmer mit dem im Londoner Süden ansässigen Ligakonkurrenten FC Millwall. Dort kam er nur sporadisch zum Einsatz und wurde im Januar 2007 bis Saisonende in die Conference National an Grays Athletic verliehen, ein Vorgang der sich im September 2007 wiederholte. Anfang 2008 kam er zu einem weiteren Leihaufenthalt in der National Conference bei Stevenage Borough. Für den Klub erzielte er in 14 Einsätzen sieben Tore, die Aufstiegsrunde wurde aber um zwei Punkte verpasst.
Sein auslaufender Vertrag bei Millwall wurde im Sommer 2008 nicht mehr verlängert, Grants nächster Klub wurden die Wycombe Wanderers in der Football League Two. Sein dortiger Trainer war Peter Taylor, unter dem Grant bereits bei Stevenage gespielt hatte. Grant kam an den ersten zwölf Pflichtspielen der Saison zum Einsatz, bevor ihn im Oktober 2008 seine Vergangenheit einholte und er in Untersuchungshaft genommen wurde. Von Vereinsseite aus wurde sein Fehlen zunächst krankheitsbedingt erklärt, später wurde seine Abwesenheit mit privaten Problemen umschrieben. Seine letzte Station im Profifußball war ab Februar 2010 der Viertligist Bradford City, erneut war sein dortiger Trainer Peter Taylor.

## Kriminelle Vergangenheit und Verurteilung
Grant wuchs im Londoner Bezirk Brent im Stadtteil Stonebridge auf, der zu dieser Zeit als Hochburg der Kriminalität galt und in dem erst ein 225 Millionen Pfund schweres staatliches Investitionsprogramm nach der Jahrtausendwende die Kriminalitätsrate signifikant senken konnte. In den Jahren 2004 und 2005 kam es zu zwei Morden in Stonebridge und Umgebung, mit denen Grant in Verbindung gebracht wurde. Erstmals musste er sich 2007 vor einem Gericht verantworten, wurde von dem Vorwurf, einer von drei Schützen bei einem Mord im Januar 2005 gewesen zu sein, aber freigesprochen.
Ab Oktober 2009 musste er sich im Old Bailey wegen eines im Januar 2004 verübten Mordes verantworten. Der Fall erhielt auch Aufmerksamkeit, weil erstmals ein dunkelhäutiger Top-Informant (engl. supergrass) eingesetzt wurde, der zudem ebenfalls bereits wegen Mordes verurteilt worden war und dessen Haftstrafe für seine Aussagen von 16 auf vier Jahre reduziert wurde. Die zweifelhafte Glaubwürdigkeit des Informanten sorgte dafür, dass sich die Jury auf kein Urteil einigen konnte, und so kam es im Juli 2010 zu einer Neuaufnahme der Verhandlung. Bei dieser kam der Informant nicht mehr zum Einsatz, stattdessen vertrauten die Ermittler auf Auswertungen von Handy-Daten, die belegten, dass sich Grant und ein Komplize zum Tatzeitpunkt am Tatort befanden.
Das Gericht befand ihn und einen weiteren Angeklagten des Mordes für schuldig. Nach Angaben des Gerichts verdächtigten die beiden das Opfer aus der Wohnung eines Freundes, der wegen Verschwörung zum Mord ebenfalls verurteilt wurde, 20.000 £ mutmaßliches Drogengeld gestohlen zu haben. Die drei Angeklagten erhielten jeweils eine lebenslange Haftstrafe, die frühestens nach 25 Jahren eine Freilassung ermöglicht. Grant bestritt während der Verhandlung jegliche Beteiligung und bezeichnete den Ermordeten als „Freund“.